# Retropluma solomonensis
Retropluma solomonensis is een krabbensoort uit de familie van de Retroplumidae. De wetenschappelijke naam van de soort is voor het eerst geldig gepubliceerd in 2006 door McLay.